# استوره استروک
استوره استروک (انگلیسی: Sture Stork؛ ۲۵ ژوئیه ۱۹۳۰ – ۲۷ مارس ۲۰۰۲) قایقران قایق بادبانی اهل سوئد بود.